# Die Brady Family
Die Brady Family (Originaltitel: The Brady Bunch Movie) ist eine US-amerikanische Filmkomödie aus dem Jahr 1995, die die Fernsehserie Drei Mädchen und drei Jungen (The Brady Bunch) aus den 1970er-Jahren parodiert. Die Regie führte Betty Thomas, das Drehbuch schrieben Rick Copp, Laurice Elehwany, Bonnie Turner und Terry Turner. Die Hauptrollen spielten Shelley Long und Gary Cole.

## Handlung
Carol und Mike Brady sowie ihre Kinder leben in den 1990er Jahren in einem Haus in einer Vorstadt. Die Hauseinrichtung und die Kleidung der Familie entspricht den 1970er Jahren. Die Familie überrascht oft ihre Umgebung mit ihrem Optimismus und mit der Unkenntnis der Realität der 1990er Jahre.
In der Nachbarschaft wohnt Mr. Dittmeyer, ein Immobilienentwickler, der anstelle der Häuser ein Einkaufszentrum errichten will. Die Bradys müssen Grundsteuer nachzahlen und benötigen 20.000 US-Dollar. Mr. Dittmeyer bietet das Geld und will dafür das Haus der Bradys kaufen.
Der Architekt Mike Brady zeigt seine Entwürfe einigen Kunden, die sie nicht zeitgemäß finden. Er verkauft zwar schließlich einen Entwurf, aber Mr. Dittmeyer belügt den Auftraggeber, dass Bradys Bauwerke unsicher seien. Der Auftrag wird zurückgezogen.
Die Kinder gewinnen 20.000 Dollar in einer Show. Die Nachbarn folgen dem Beispiel der Bradys und entscheiden ebenfalls, ihre Häuser nicht zu verkaufen.

## Kritiken
Roger Ebert schrieb in der Chicago Sun-Times vom 17. Februar 1995, dass der Film sich zu sehr an das Originalkonzept der Fernsehserie anlehnt. Ein stärkerer Kontrast zur Außenwelt würde lustiger wirken.
Edward Guthmann schrieb im San Francisco Chronicle vom 17. Februar 1995, dass die Komödie von den Kontrasten zwischen den „unschuldigen“ 1970er Jahren und den „aggressiven“ 1990er Jahren lebe. Er beschrieb die Szene des versuchten Autoraubs. Guthmann lobte die Darstellungen von Shelley Long und Gary Cole, die „perfekte“ Besetzungen ihrer Rollen seien.
Das Lexikon des internationalen Films schrieb: „Eine mitreißende Komödie, der eine zur Produktionszeit aktuelle Renaissance der 70er Jahre zugrunde liegt, die sich aber dennoch eine ironische Distanz sowohl zum Serienvorbild als auch zur dargestellten Epoche erhält.“

## Auszeichnungen
Der Film wurde im Jahr 1995 für den Casting Society of America Award nominiert. Eine Tanzsequenz wurde 1995 für den MTV Movie Award nominiert. Der Film wurde 1996 für den Young Artist Award nominiert.

## Hintergründe
Die Komödie basiert auf der Fernsehserie Drei Mädchen und drei Jungen (The Brady Bunch) aus den Jahren 1969 bis 1974. Sie wurde in der Region von Los Angeles gedreht. Ihre Produktion kostete ca. 12 Millionen US-Dollar, das Einspielergebnis in den Kinos der USA betrug 46,6 Millionen US-Dollar. Im Jahr 1996 wurde die Fortsetzung Die Brady Family 2 (A Very Brady Sequel) produziert. Im Jahr 2002 wurde der Fernsehfilm Die Brady Family im Weißen Haus (The Brady Bunch in the White House) produziert.
Vier Originalbesetzungsmitglieder der Serie haben Kurzauftritte in dem Film. Florence Henderson als Großmutter, Ann B. Davis als Truckerin sowie Barry Williams und Christopher Knight.
Greg-Darsteller Christopher Daniel Barnes hatte bereits 1989 in einem Serienspecial der US-Sitcom Day by Day, in der er eine Hauptrolle spielte, eine Traumbegegnung mit der ursprünglichen Brady-Familie.